# Saison 2 de Billions
Chronologie
Saison 1 Saison 3
Cet article présente le guide des épisodes de la deuxième saison de la série télévisée américaine Billions.

## Généralités
- Aux États-Unis, cette saison est diffusée depuis le 19 février 2017 sur Showtime.
- Au Canada, elle est diffusée en simultané sur The Movie Network.

## Distribution

### Acteurs principaux
- Damian Lewis : Bobby « Axe » Axelrod
- Paul Giamatti : U.S. Attorney Chuck Rhoades
- Maggie Siff : Wendy Rhoades
- Malin Åkerman : Lara Axelrod
- Toby Leonard Moore : Bryan Connerty
- David Costabile : Mike « Wags » Wagner
- Condola Rashād : Kate Sacher

## Liste des épisodes

### Épisode 1:Gestion des risques
- États-Unis /  Canada : 19 février 2017 sur Showtime[1] / The Movie Network
- Belgique : 27 mai 2017 sur Be TV
- Québec : 27 juin 2017 sur Super Écran
- France : 12 décembre 2017 sur Canal+ Séries

- États-Unis : 753 000 téléspectateurs[2] (première diffusion)

### Épisode 2:Le Sursaut
- États-Unis /  Canada : 26 février 2017 sur Showtime / The Movie Network
- Belgique : 27 mai 2017 sur Be TV
- Québec : 4 juillet 2017 sur Super Écran
- France : 12 décembre 2017 sur Canal+ Séries

- États-Unis : 512 000 téléspectateurs[3] (première diffusion)

### Épisode 3:Jeu optimal
- États-Unis /  Canada : 5 mars 2017 sur Showtime / The Movie Network
- Belgique : 3 juin 2017 sur Be TV
- Québec : 11 juillet 2017 sur Super Écran
- France : 19 décembre 2017 sur Canal+ Séries

- États-Unis : 851 000 téléspectateurs[4] (première diffusion)

### Épisode 4:La Promesse
- États-Unis /  Canada : 12 mars 2017 sur Showtime / The Movie Network
- Belgique : 3 juin 2017 sur Be TV
- Québec : 18 juillet 2017 sur Super Écran
- France : 19 décembre 2017 sur Canal+ Séries

- États-Unis : 981 000 téléspectateurs[5] (première diffusion)

### Épisode 5:Le Naira
- États-Unis /  Canada : 19 mars 2017 sur Showtime / The Movie Network
- Belgique : 10 juin 2017 sur Be TV
- Québec : 25 juillet 2017 sur Super Écran
- France : 26 décembre 2017 sur Canal+ Séries

- États-Unis : 857 000 téléspectateurs[6] (première diffusion)

### Épisode 6:Indian Four
- États-Unis /  Canada : 26 mars 2017 sur Showtime / The Movie Network
- Belgique : 10 juin 2017 sur Be TV
- Québec : 1er août 2017 sur Super Écran
- France : 26 décembre 2017 sur Canal+ Séries

- États-Unis : 922 000 téléspectateurs[7] (première diffusion)

### Épisode 7:Victory Lap
- États-Unis /  Canada : 2 avril 2017 sur Showtime / The Movie Network
- Belgique : 17 juin 2017 sur Be TV
- Québec : 8 août 2017 sur Super Écran
- France : 2 janvier 2018 sur Canal+ Séries

- États-Unis : 903 000 téléspectateurs[8] (première diffusion)

### Épisode 8:Le faiseur de Rois
- États-Unis /  Canada : 9 avril 2017 sur Showtime / The Movie Network
- Belgique : 17 juin 2017 sur Be TV
- Québec : 15 août 2017 sur Super Écran
- France : 2 janvier 2018 sur Canal+ Séries

- États-Unis : 1,029 million de téléspectateurs[9] (première diffusion)

### Épisode 9:Ainsi passe l'Empire
- États-Unis /  Canada : 16 avril 2017 sur Showtime / The Movie Network
- Belgique : 24 juin 2017 sur Be TV
- Québec : 22 août 2017 sur Super Écran
- France : 9 janvier 2018 sur Canal+ Séries

- États-Unis : 847 000 téléspectateurs[10] (première diffusion)

### Épisode 10:With or Without You
- États-Unis /  Canada : 23 avril 2017 sur Showtime / The Movie Network
- Belgique : 24 juin 2017 sur Be TV
- Québec : 29 août 2017 sur Super Écran
- France : 9 janvier 2018 sur Canal+ Séries

- États-Unis : 912 000 téléspectateurs[11] (première diffusion)

### Épisode 11:L'heure de la grenouille dorée
- États-Unis /  Canada : 30 avril 2017 sur Showtime / The Movie Network
- Belgique : 1er juillet 2017 sur Be TV
- Québec : 5 septembre 2017 sur Super Écran
- France : 16 janvier 2018 sur Canal+ Séries

- États-Unis : 974 000 téléspectateurs (première diffusion)

### Épisode 12:Bille en main
- États-Unis /  Canada : 7 mai 2017 sur Showtime / The Movie Network
- Belgique : 1er juillet 2017 sur Be TV
- Québec : 12 septembre 2017 sur Super Écran
- France : 16 janvier 2018 sur Canal+ Séries

- États-Unis : 1,019 million de téléspectateurs[12] (première diffusion)